# 1. FC Düren
Der 1. FC Düren (offiziell: 1. Fußballclub 2017 Düren e. V.) ist ein Fußballverein aus Düren. Der Verein wurde am 30. November 2017 gegründet und übernahm zum 15. Juni 2018 die Fußballabteilungen des FC Düren-Niederau und der SG GFC Düren 99. Die erste Fußballmannschaft der Männer spielte zwischen 2022 und 2025 in der viertklassigen Regionalliga West. Der Verein qualifizierte sich in der noch jungen Vereinsgeschichte einmal für den DFB-Pokal. Heimspielstätte der ersten Mannschaft ist die Westkampfbahn auf der Mariaweilerstraße im Westen Dürens. Die 2. Mannschaft und viele Jugendmannschaften tragen ihre Spiele auf dem Josef-Keimes-Sportpark in Stadtteil Niederau aus.

## Geschichte

### Stammverein FC Düren-Niederau
Der FC Düren-Niederau wurde im Jahre 1908 als FC 08 Niederau-Krauthausen gegründet und nahm später den Namen FC Düren-Niederau an. Größter Erfolg der Vereinsgeschichte war der Aufstieg in die Verbandsliga Mittelrhein im Jahre 1981. Dort erreichten die Niederauer in der Saison 1984/85 den vierten Platz. 1991 stieg die Mannschaft wieder aus der Verbandsliga ab. Im Jahre 2008 gelang der erneute Aufstieg in die nunmehr Mittelrheinliga genannte Spielklasse, dem allerdings der direkte Wiederabstieg folgte. 2012 stiegen die Niederauer in die Bezirksliga ab, konnten aber sofort wieder aufsteigen. Auch im Nachwuchsbereich waren die Niederauer erfolgreich. Die C-Junioren gewannen 2005 und 2012 und die D-Junioren in den Jahren 2000 und 2004 jeweils den Mittelrheinpokal. Johanna Elsig wurde im Jahre 2009 U-17-Europameisterin.

### Stammverein SG GFC Düren 99
Fusionspartner SG GFC Düren 99 ist das Produkt mehrerer Fusionen. Die Wurzeln finden sich im Jahre 1899, als der Verein Germania Düren gegründet wurde. Dieser fusionierte am 8. August 1935 mit dem Dürener SC 03 zur SG Düren 99. Dieser Verein spielte in den 1930er und 1940er Jahren in der seinerzeit erstklassigen Gauliga Mittelrhein bzw. Köln-Aachen und nach Kriegsende in der zweitklassigen II. Division West. In den 1980er und 1990er Jahren setzte eine sportliche Talfahrt ein, die den Club bis in die Kreisliga B führte. Mit Karl-Heinz Schnellinger und Georg Stollenwerk stellten die 99er zwei deutsche Nationalspieler. Am 29. Juni 2001 fusionierte die SG Düren 99 mit Schwarz-Weiß Düren zur SG Schwarz-Weiß Düren 99. Sechs Jahre später wurde der Verein Schwarz-Weiß Düren neu gegründet. Zum 1. April 2011 fusionierte die SG Düren 99 mit dem GFC Düren 09, der von 2002 bis 2007 in der viertklassigen Oberliga Nordrhein spielte, zur SG GFC Düren 99.

### Gründung des 1. FC Düren
Am 30. November 2017 wurde der 1. FC Düren gegründet. Dieser übernahm gleichzeitig die Fußballabteilung des FC Düren-Niederau, die die Landesligasaison 2017/18 allerdings noch unter dem alten Namen zu Ende spielte. Das Amt des Präsidenten übernahm Wolfgang Spelthahn, der gleichzeitig Landrat des Kreises Düren ist. Die Vereinsfarben blau-gelb wurden in Anlehnung an den argentinischen Verein Boca Juniors gewählt. Präsident Spelthahn strebte dabei mit dem neuen Verein die viertklassige Regionalliga West an und im Nachwuchsbereich die erstklassige A- bzw. B-Junioren-Bundesliga an. Am 25. April 2018 genehmigte der Fußball-Verband Mittelrhein die Verschmelzung der Junioren- und Seniorenfußballabteilung der SG GFC Düren 99 mit dem 1. FC Düren. Diese wurde zum 15. Juni 2018 wirksam. In der Landesligasaison 2017/18 trafen die beiden Stammvereine aufeinander. Der FC Düren-Niederau führte lange Zeit die Tabelle an und belegte am Ende den dritten Platz. Die SG GFC Düren 99 hingegen stand bereits zwei Spieltage vor Saisonende als Aufsteiger fest. Mit einem 6:1 beim TSV Hertha Walheim sicherte sich die SG GFC Düren 99 am letzten Spieltag die Meisterschaft.

### Sportliche Entwicklung
Im Halbfinale des Mittelrheinpokals verlor der 1. FC Düren am 1. Mai 2019 im eigenen Stadion vor 5900 Zuschauern gegen Alemannia Aachen mit 0:2. Nach einem achten Platz in der Saison 2018/19 wurden die Dürener ein Jahr später unter dem neuen Trainer Giuseppe Brunetto Vizemeister der Mittelrheinliga hinter dem FC Wegberg-Beeck. Zudem gewann der Verein den Mittelrheinpokal durch einen 1:0-Sieg gegen Alemannia Aachen. In der ersten Runde des DFB-Pokal 2020/21 traf der 1. FC Düren auf den amtierenden Triple-Sieger FC Bayern München und verlor 0:3. Coronabedingt fand ein Heimrechttausch statt, sodass das Spiel in der Münchener Allianz-Arena ohne Zuschauer stattfand. Zur Saison 2020/21 verstärkte sich der Verein mit sieben Spielern aus der Regionalliga West und ging als Topfavorit in die Saison. Zudem stellte der Verein Pläne vor, das Stadion auf 12.000 Plätze auszubauen und regionalligatauglich zu machen. Wegen der andauernden COVID-19-Pandemie wurde die Saison jedoch abgebrochen und später annulliert. 
Der 1. FC Düren startete als einer der Favoriten in die Mittelrheinliga-Saison 2021/22. Die Mannschaft wurde seiner Rolle gerecht und sicherte sich am drittletzten Spieltag durch einen 4:0-Sieg gegen Blau-Weiß Friesdorf die Meisterschaft und den Aufstieg in die Regionalliga. In der Regionalliga-Saison 2022/23 erreichten die Dürener als Tabellenzehnter sportlich den Klassenerhalt. Drei Tage nach dem Saisonende wurde dem Verein jedoch die Zulassung für die kommende Spielzeit vorläufig verweigert, da die Dürener keine regionalligataugliche Spielstätte benennen konnten. Am 15. Juni 2023 gab der WDFV jedoch bekannt, dass Düren in der kommenden Saison in der Regionalliga spielen dürfe, unter der Voraussetzung, dass die Heimspiele vorläufig beim Ligakonkurrenten FC Wegberg-Beeck ausgetragen werden. Mittlerweile hat der Verein alle Auflagen erfüllt und darf seine Heimspiele wieder auf der Westkampfbahn austragen.
Nachdem sich der Verein sportlich in der Regionalliga West etablieren konnte, musste der 1. FC Düren am 21. März 2025 einen Antrag auf Insolvenz stellen. Laut dem Vizepräsidenten Karsten Schümann belasten den Verein Schulden in Millionenhöhe, während die Spieler seit drei Monaten auf ihre Gehälter warten mussten. Der Verein zog seine Mannschaft am Ende der Saison freiwillig in die Mittelrheinliga zurück. Zur neuen Saison 2025/26 übernehmen als Cheftrainer Luca Lausberg und als Sportdirektor Philipp Simon die sportliche Leitung der ersten Mannschaft.

## Statistiken

### Erfolge
| - Aufstieg in die Regionalliga West: 2022 - Meister der Mittelrheinliga: 2022 - Aufstieg in die Verbandsliga Mittelrhein: 1981, 2008 (als FC Düren-Niederau) | - Teilnahme am DFB-Pokal: 2020/21 - Mittelrheinpokal-Sieger der Herren: 2020 - Kreispokalsieger der Herren: 2018, 2019, 2020 - Mittelrheinpokal-Sieger der C-Junioren: 2005, 2012 (als FC Düren-Niederau) - Mittelrheinpokal-Sieger der D-Junioren: 2000, 2004 (als FC Düren-Niederau) |

### Saisonbilanzen
Grün unterlegte Platzierungen kennzeichnen einen Aufstieg.
| Saison  | Liga              | Level | Platz | S  | U  | N  | Tore   | Punkte | Mittelrheinpokal     | DFB-Pokal          |
| ------- | ----------------- | ----- | ----- | -- | -- | -- | ------ | ------ | -------------------- | ------------------ |
| 2018/19 | Mittelrheinliga   | V     | 08.   | 08 | 11 | 9  | 048:42 | 35     | Halbfinale           | nicht qualifiziert |
| 2019/20 | Mittelrheinliga 1 | V     | 02.   | 12 | 03 | 2  | 041:16 | 39     | Sieger               | nicht qualifiziert |
| 2020/21 | Mittelrheinliga   | V     | – 2   | 03 | 0  | 0  | 007:01 | 09     | nicht teilgenommen 3 | 1. Runde           |
| 2021/22 | Mittelrheinliga   | V     | 01.   | 27 | 06 | 01 | 111:22 | 87     | Viertelfinale        | nicht qualifiziert |
| 2022/23 | Regionalliga West | IV    | 10.   | 14 | 06 | 14 | 051:56 | 48     | Finale               | nicht qualifiziert |
| 2023/24 | Regionalliga West | IV    | 09.   | 13 | 11 | 10 | 060:47 | 50     | Halbfinale           | nicht qualifiziert |
| 2024/25 | Regionalliga West | IV    | 16.   | 07 | 08 | 15 | 026:60 | 20     | Viertelfinale        | nicht qualifiziert |

## Stadion

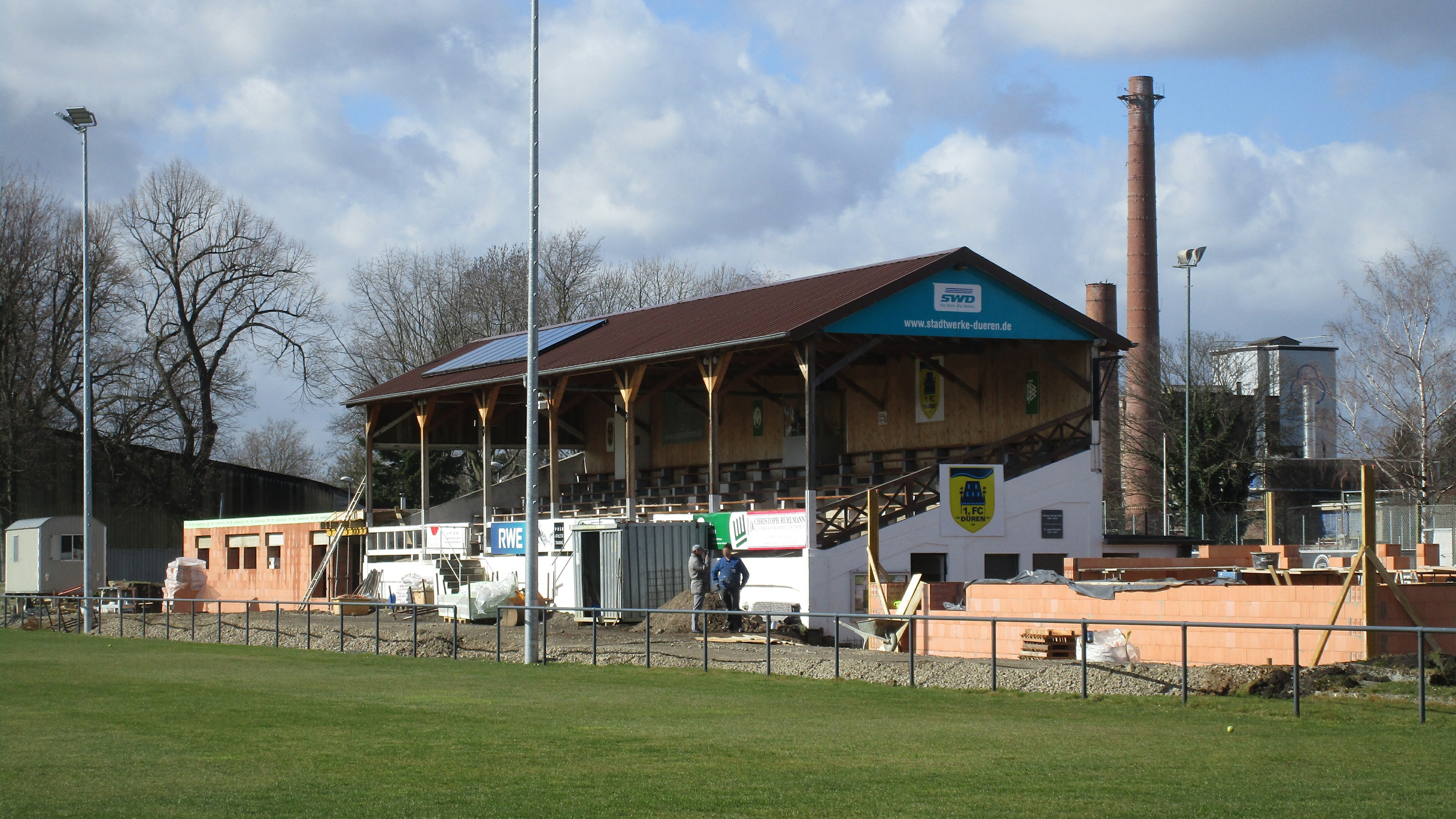
Tribüne der Westkampfbahn (2021)

Der FC Düren trägt seine Heimspiele der 1. Mannschaft in der Westkampfbahn aus. Das Stadion liegt an der Mariaweilerstraße westlich der Rur und wurde am 9. August 1914 eröffnet und wurde zuletzt im Jahre 2014 renoviert und 2021 um moderne Sozialtrakte erweitert. Zudem wurde das Stadion 2022 für die Regionalliga um einen eingezäunten Gästefanblock mit separatem Eingang erweitert. Die Westkampfbahn bietet heute Platz für 6.000 Zuschauer, darunter befinden sich 400 überdachte Sitzplätze. Der Deutsche Fußball-Bund ernannte das Stadion zum Leistungsstützpunkt. Vor Gründung des 1. FC Düren spielten hier die Vereine Germania Düren, SG Düren 99 und SG GFC Düren 99.
Im Sommer 2020 stellte der Vereine Pläne vor, das Stadion regionalligatauglich für bis zu 12.000 Zuschauer auszubauen. Hierzu beantragte der Verein einen Zuschuss in Höhe von 300.000 Euro, der jedoch von der Stadt Düren abgelehnt wurde. Der Verein will die Umbaumaßnahmen nun selbst finanzieren.
Die zweite Mannschaft (U23) trägt ihre Spiele hingegen im Stadtteil Niederau auf dem Franz-Josef-Keimes-Sportpark aus. Dort ist auch das Jugendleistungszentrum Niederauer Mühle des Vereins angesiedelt.

## Kader der Saison 2024/25
Stand: 23. April 2025
| 01 | Jonas Rifisch | Deutschland        |
| 15 | Arhan Kalayci | Deutschland Turkei |
| 33 | Luis Urbig    | Deutschland        |

| 02 | Imad Al Habaui     | Deutschland                              |
| 04 | Aron Andreasson    | Island Deutschland                       |
| 06 | Samy Jakšić        | Deutschland Serbien                      |
| 09 | Malcom Scheibner   | Deutschland Nigeria                      |
| 16 | Hiroto Murakami    | Japan                                    |
| 17 | Hans Bresser       | Deutschland                              |
| 18 | Ayman Gassa        | Deutschland                              |
| 20 | Mykhaylo Ponamarov | Ukraine                                  |
| 23 | Yuri Backhaus      | Japan                                    |
| 26 | Sascha Kibungu     | Kongo Demokratische Republik Deutschland |
| 29 | Leonit Ibrahimi    | Kosovo Deutschland                       |

| 07 | Yunus Kocak       | Turkei               |
| 08 | Toranosuke Abe    | Japan                |
| 10 | Philipp Simon     | Deutschland          |
| 19 | Raban Laux        | Deutschland          |
| 21 | Elias Römers      | Deutschland Marokko  |
| 27 | Marcel Olschewski | Deutschland          |
| 32 | Almin Hodza       | Deutschland Kroatien |
|    | Yazid Tambo       | Deutschland          |

| 11 | Kevin Dabo | Deutschland Ghana |

## Ehemalige Spieler und Trainer
- Frank Agaciak  N
- Marc Brašnić
- Christian Clemens
- Johanna Elsig  N
- Kevin Goden
- Ismail Harnafi
- Guido Jörres  N
- Patrick Koronkiewicz  N
- Sōichirō Kōzuki
- Tim Krumpen  N
- Narciso Lubasa  N
- Deniz Naki  N
- Norbert Schmitz  N
- Boris Schommers
- Philipp Simon  N
- Kani Taher
- Mahmut Temür  N
- Takashi Uchino
- Macchambes Younga-Mouhani  S